# 又野弘道
又野弘道（日语：／ Matano Hiromichi），日本男性動畫演出家、動畫導演。
代表作有《北斗神拳》、《少年阿貝》。近年來，他在STUDIO COMET、Dangan Pitures的工作較多。

## 特徵
曾參與《紺碧艦隊》、《旭日艦隊》、《潛水艦SUPER 99》、《次元艦隊》等多部以艦隊為主題的作品。

## 參加作品

### 電視動畫
1979年
- The☆超人力霸王（—1980年，演出）
- 宇宙空母藍諾亞（日语：宇宙空母ブルーノア）（—1980年，分鏡）※久野弘名義。
- 機動戰士鋼彈（—1980年，演出）※久野弘名義。電影版中「演出協力」也以同名義。

1981年
- 銀河旋風無賴我（—1982年，演出）
- 甜甜的美妙冒險（日语：ハニーハニーのすてきな冒険）（—1982年，演出）

1982年
- 魔境傳說阿克洛班奇（演出）
- 雷鳥2086（演出）

1983年
- 銀河疾風流離我（—1984年，演出）

1984年
- 北斗神拳（—1987年，演出）

1986年
- 聖鬥士星矢（—1989年，演出）
- 剛Q超兒一氣人（日语：剛Q超児イッキマン）（演出）

1987年
- 北斗神拳2（—1988年，演出）

1988年
- 魁!! 男塾（演出[1]）

1989年
- 烏龍少爺（日语：おぼっちゃまくん）（—1992年，分鏡、演出）
- 變形金剛V（演出）
- 魔法使莎莉 (1989年版)（—1991年，演出）

1991年
- 少年阿貝（日语：少年アシベ）（演出）
- 勇者鬥惡龍 達伊的大冒險 (1991年版)（—1992年，演出）

1992年
- 少年阿貝2（日语：少年アシベ）（—1993年，演出）
- 蕃茄十勇士（—1993年，演出）
- 夢幻冒險 長靴貓的冒險（演出）
- 美少女戰士（演出）

1993年
- 侏羅紀足球傳說（日语：ドラゴンリーグ）（—1994年，分鏡、演出）
- 灌籃高手（—1996年，分鏡、演出）

1995年
- 宇宙小毛球（—1997年，分鏡、演出）

1997年
- MAZE☆爆熱時空（分鏡、演出）
- 深海人魚傳說（日语：深海伝説MEREMANOID）（分鏡）

1999年
- 烏龍派出所（分鏡）
- 藍色戰慄（—2000年，分鏡、演出）

2000年
- 櫻花大戰TV（演出）
- 遊☆戲☆王 怪獸之決鬥（—2004年，演出）

2003年
- 潛水艦SUPER 99（日语：潜水艦スーパー99）（導演[2]）
- 真月譚 月姬（分鏡、演出）
- 高橋留美子劇場 人魚之森（演出）

2004年
- 光與水的女神（分鏡、演出）
- 熱拳本色（演出）
- 次元艦隊（—2005年，分鏡、演出）

2005年
- 光速蒙面俠21（—2008年，演出）
- 我們的仙境 ～Heartful Days（分鏡、演出）
- 極樂天師（分鏡、演出）
- 極速方程式（—2006年，演出）
- 異域傳說 THE ANIMATION（演出）
- 涼風（分鏡、演出）
- 蜜桃女孩（分鏡、演出）

2006年
- 遊☆戲☆王 怪獸之決鬥ALEX（日语：遊☆戯☆王デュエルモンスターズALEX）（分鏡、演出）[注 1]
- 極樂天師 喝!!（分鏡、演出）
- 冒險王比特EX（演出）
- Papillon Rose New Season（日语：パピヨンローゼ）（分鏡）
- 妖怪人間貝姆 (2006年版)（分鏡、演出）
- 我愛美樂蒂 ～轉轉旋律魔法牌～（演出）
- 童話槍手小紅帽（—2007年，分鏡、演出）
- 工作狂人（分鏡、演出）

2007年
- 完美小姐進化論（演出）
- 蒼天之拳（分鏡、演出）
- 神聖十月（分鏡、演出）
- 王牌投手 振臂高揮（演出）
- 爆丸（分鏡、演出）
- 萌少女的戀愛時光（演出）
- 新楓之谷（演出）

2008年
- 神槍少女 -IL TEATRINO-（銃器總監修、分鏡、演出）
- 二十面相少女（分鏡、演出）
- 我家有個狐仙大人。（演出）
- 秀逗魔導士REVOLUTION（分鏡）
- 魍魉之匣（演出）
- 伯爵與妖精（分鏡、演出）
- TYTANIA -泰坦尼亞-（演出）

2009年
- 秀逗魔導士EVOLUTION-R（分鏡）
- 蒼天航路（演出）
- 阿拉德戰記 ～Slap Up Party～（分鏡）

2010年
- 爆丸2大爆破（分鏡、演出）
- 薄櫻鬼 碧血錄（演出）

2011年
- 爆丸3狩獵保衛者（分鏡、演出）
- 卡片鬥爭!! 先導者（—2012年，分鏡、演出）

2012年
- 紙箱戰機W（分鏡、演出）
- 卡片鬥爭!! 先導者 亞洲巡迴賽篇（分鏡、演出）
- 足球騎士（演出）
- 李洛克的青春全力忍傳（—2013年，分鏡、演出）

2013年
- 卡片鬥爭!! 先導者 王牌連接篇（分鏡）
- 寶石寵物 Happiness（演出）
- 閃電十一人GO 銀河（演出）
- 義風堂堂!! 兼續和慶次（分鏡、演出）
- 青春紀行（分鏡、演出）

2014年
- 未來卡片 戰鬥夥伴（—2015年，分鏡、演出）
- Baby Steps ～網球優等生～（演出）
- RAIL WARS！（演出）
- 戰國BASARA Judge End（演出）
- 精靈使的劍舞（演出）
- 寄生獸 生命的準則（演出）
- CROSSANGE 天使與龍的輪舞（演出）
- 怪盜Joker（演出）

2015年
- 戰國無雙（演出）
- 怪盜Joker Season 2（演出）
- 未來卡片 戰鬥夥伴100（—2016年，分鏡、演出）
- 亞爾斯蘭戰記（演出）
- 青年怪醫黑傑克（分鏡、演出）
- 阿松（分鏡、演出）

2016年
- 魯邦三世 PART IV（演出）
- 莉露莉露妖精 ～妖精之門～（—2017年，分鏡、演出）
- 虹色時光（演出）
- 未來卡片 戰鬥夥伴DDD（—2017年，分鏡、演出）
- 亞爾斯蘭戰記 風塵亂舞（演出）
- 半田君傳說（演出）
- ALL OUT!!（201演出）

2017年
- 鬼平（演出）
- 莉露妖精莉露 ～魔法之鏡～（—2018年，演出）
- 未來卡片 戰鬥夥伴X（—2018年，演出）
- 原子小金剛 起始（分鏡、演出）

2018年
- 粗點心戰爭2（演出）
- 三麗鷗男子（演出）
- 牙鬥獸娘（演出）
- 未來卡片 戰鬥夥伴X 全明星之戰（演出）
- 妖怪旅館營業中（分鏡、演出）
- 甜心戰士 Universe（演出）
- 錢進球場（演出）
- 暮光幻影（演出）
- 梅露可物語 -無氣力少年與瓶中少女-（演出）

2019年
- 龍族拼圖（演出）
- 不吉波普不笑（演出）
- 多羅羅 (2019年版)（分鏡、演出）
- 異世界超能魔術師（分鏡、演出）
- GIVEN 被贈與的未來（演出）
- 我們真的學不來！ (第2期)（演出）
- 放學後桌遊俱樂部（演出）

2020年
- 魔術士歐菲迷途之旅（演出）
- 爆丸5星域爭霸（分鏡、演出）
- 排球少年!! TO THE TOP（演出）
- 阿拉德：逆轉之輪（演出）
- 寶可夢 旅途（演出）
- 眾神眷顧的男人（演出）
- 我立於百萬生命之上（演出）

2021年
- 真白之音（演出）
- 遊☆戲☆王SEVENS（演出）
- 緋紅結繫（演出）
- MUTEKING THE Dancing HERO（演出）
- 月與萊卡與吸血公主（演出）

2022年
- 平凡職業造就世界最強 2nd season（演出）
- 里亞德錄大地（演出）
- 相愛相殺（演出）
- 瓦尼塔斯的手札（演出）
- CUE！（演出）
- 新網球王子 U-17 WORLD CUP（演出）
- 書蟲公主（演出）

2023年
- 關於我在無意間被隔壁的天使變成廢柴這件事（演出）
- 她去公爵家的理由（演出）
- 第二次被異世界召喚（分鏡、演出）
- 我家的英雄（演出）
- Lv1魔王與獨居廢勇者（分鏡、演出）
- 哆啦A夢 (2005年版)（演出）

2024年
- HIGH CARD 至高之牌（演出）
- 北海道辣妹金古錐（演出）
- 殺手寓言（演出）
- 老夫老妻重返青春（分鏡、演出）
- 新人大叔冒險者，被最強隊伍操到死成無敵（演出）
- 地。-關於地球的運動-（演出）
- 青之壬生浪（演出）

2025年
- 這公司有我喜歡的人（演出）
- 安妮·雪利（演出）
- 殺手旅店（日语：ホテル・インヒューマンズ）（演出）

### OVA
1990年
- 變形金剛Z（導演）

1992年
- 變色龍（日语：カメレオン (漫画)）（—1996年，導演[注 2]）

1993年
- 紺碧艦隊（—2003年，導演[注 3]）
- 特搜戰車隊DOMINION（日语：ドミニオン (漫画)）（—1994年，分鏡）

1996年
- （導演）

1997年
- 旭日艦隊（日语：旭日の艦隊）（—2002年，導演）

1998年
- 龍騎士4（—1999年，導演）

### 網路動畫
2011年
- Starry☆Sky（演出）

2019年
- 拳願阿修羅（演出）

2020年
- 爆丸 裝甲聯盟（分鏡、演出）

2021年
- 爆丸7 Geogan Rising（演出）

2024年
- 決鬥大師LOST ～追憶的水晶～（演出）

## 腳註

## 相關項目
- 日本動畫師列表（日语：アニメ関係者一覧）